# Yigoga karsholti
Yigoga karsholti är en fjärilsart som beskrevs av Michael Fibiger 1990. Yigoga karsholti ingår i släktet Yigoga och familjen nattflyn. Inga underarter finns listade i Catalogue of Life.